# Santuario della Madonna delle Tre Porte
Il santuario della Madonna delle Tre Porte è una chiesa rupestre di Matera.

## Descrizione
La chiesa si mostra con l'ingresso originario completamente crollato. L'interno ha una pianta (1) pseudo-rettangolare piuttosto articolata in tre navate disposte trasversalmente rispetto all'ingresso. In origine la chiesa si poggiava su quattro massicci pilastri che scandivano lo spazio ipogeo dando origine ad una serie di arcate. Di questi pilastri, i due anteriori sono crollati. Le pareti delle due navate superstiti sono decorate con numerose croci graffite e con qualche rara nicchietta in asse con le navate.
Contrapposte ad esse sono ricavate tre cavità absidali. Una cappella, con una nicchia centrale nel cui fondo è incisa una croce latina, è ricavata nella parte sinistra all'inizio della navata sinistra.
Sul pilastro posteriore di sinistra è riconoscibile un dipinto (2), inscritto in un riquadro a tre colori, di una croce equilatera martellata curata nella frattura e nella decorazione.
La chiesa rupestre era uno dei monumenti ipogei tra i più preziosi per la presenza di affreschi di notevole valore artistico e storico racchiudenti un'epoca tra il XII ed il XVII secolo.
L'abside principale è affrescata con una Deesis del Cristo (3), con ai lati, inginocchiati la Vergine e San Giovanni Battista. A sinistra della Deesis, una Madonna del Melograno (4), che simboleggia la vita dell'umanità.
Nella navata di sinistra, sopra l'ambone sono visibili l'Annunciazione (5) e una Madonna in trono con Bambino (6). L'ultimo affresco (7) raffigura la scena della Crocifissione.

## Galleria d'immagini

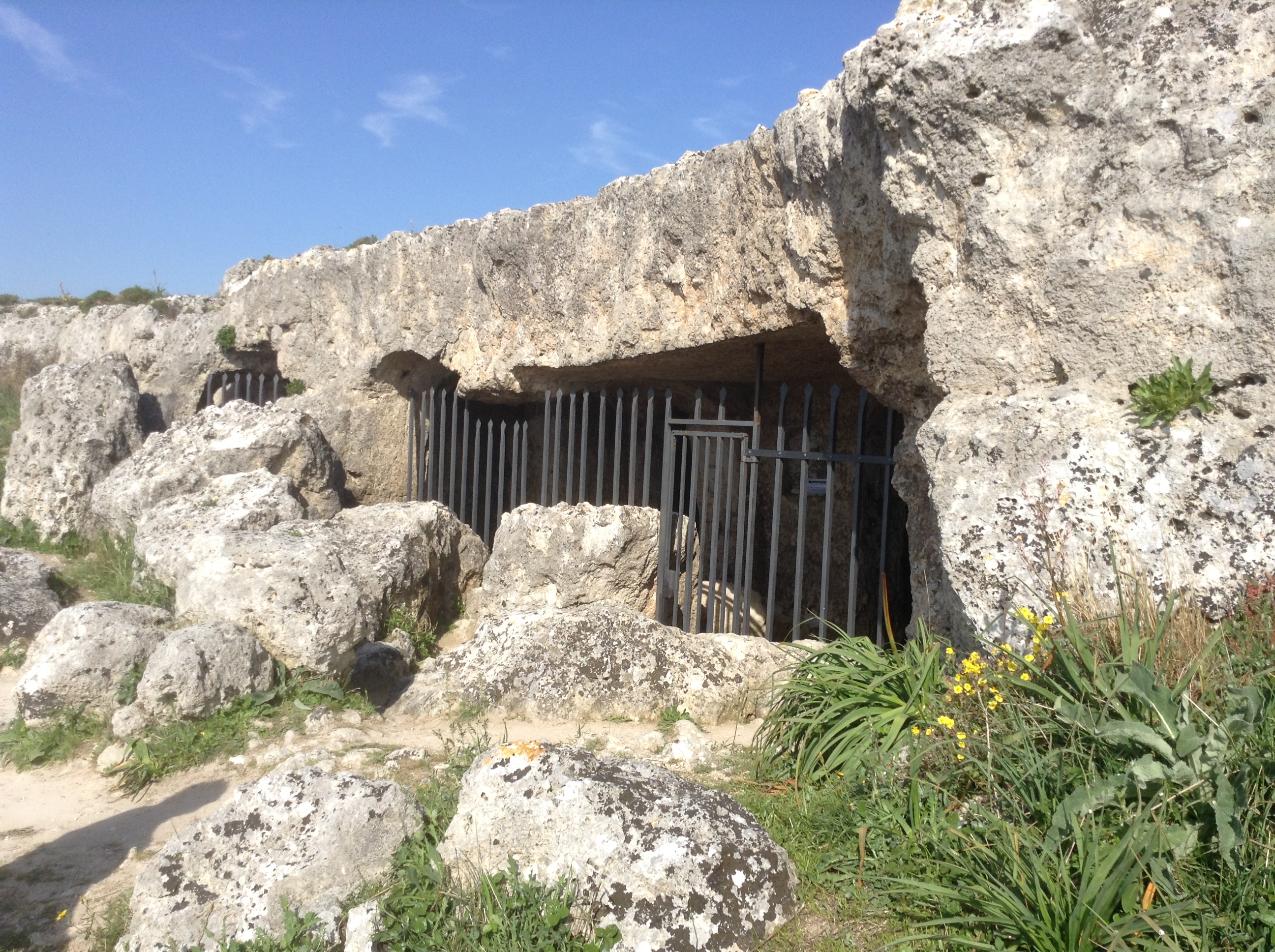
Entrata del Santuario della Madonna delle Tre Porte
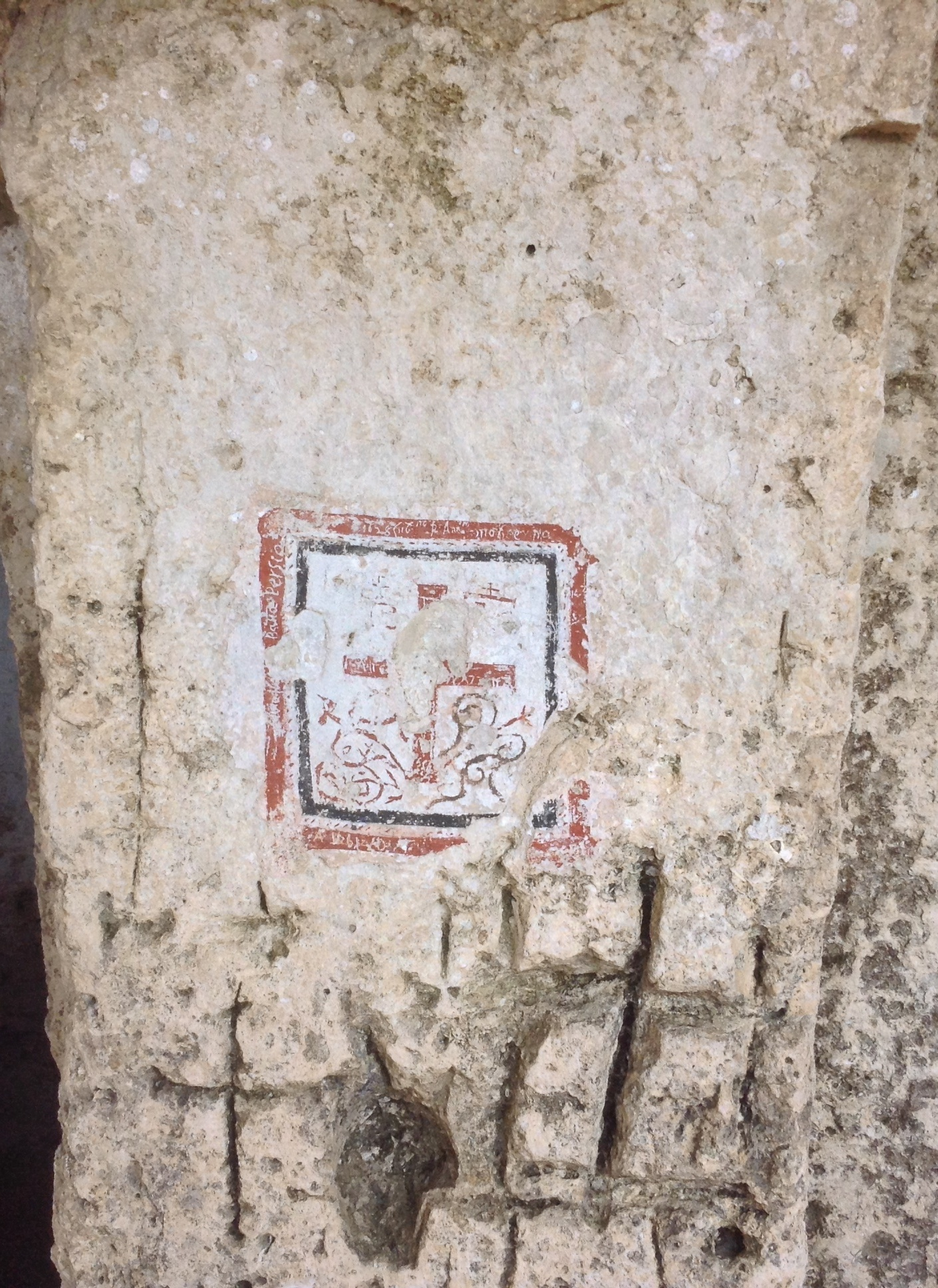
Pilastro (2) posteriore di sinistra
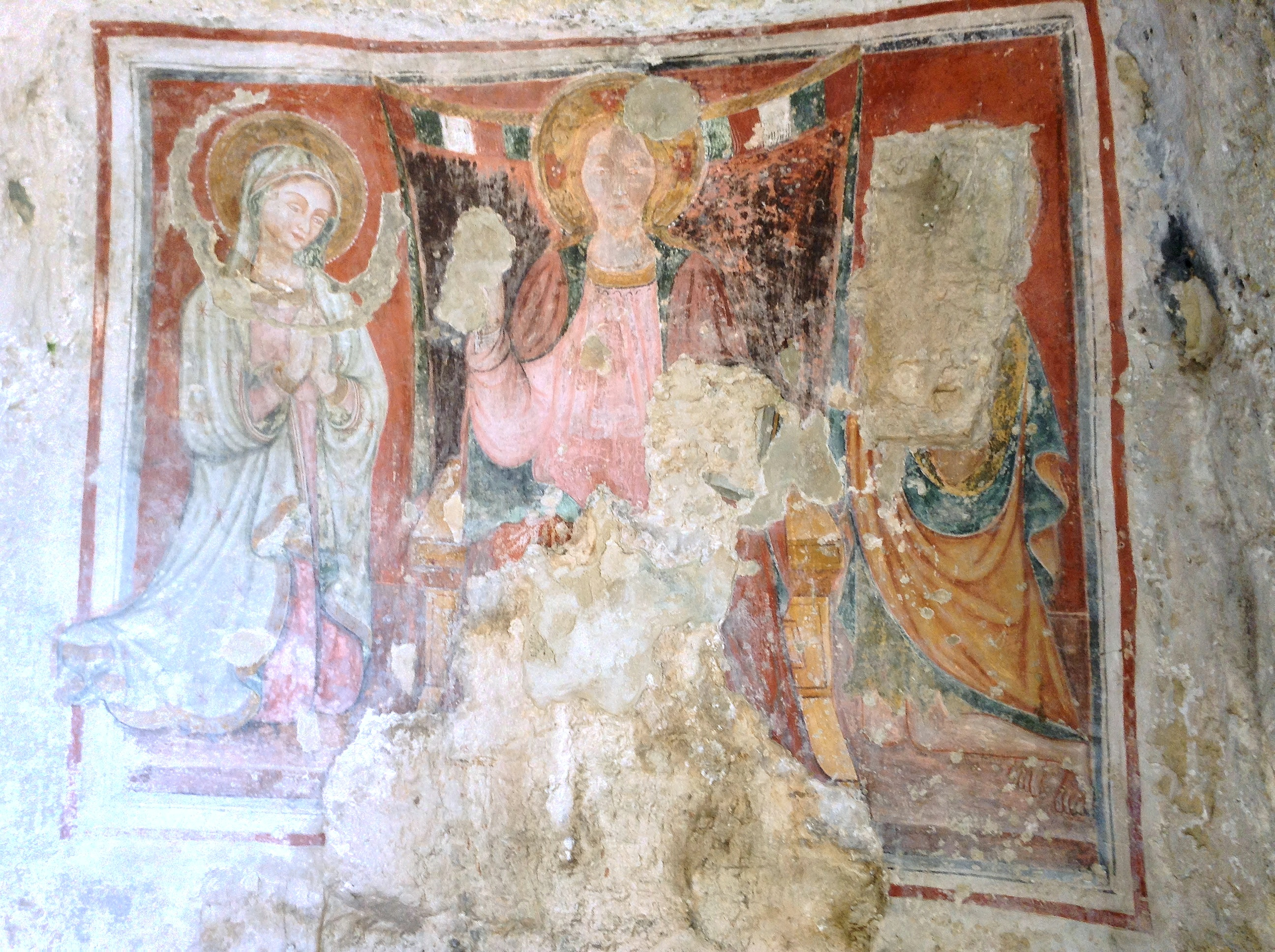
Deesis del Cristo (3), con ai lati, inginocchiati la Vergine e San Giovanni Battista
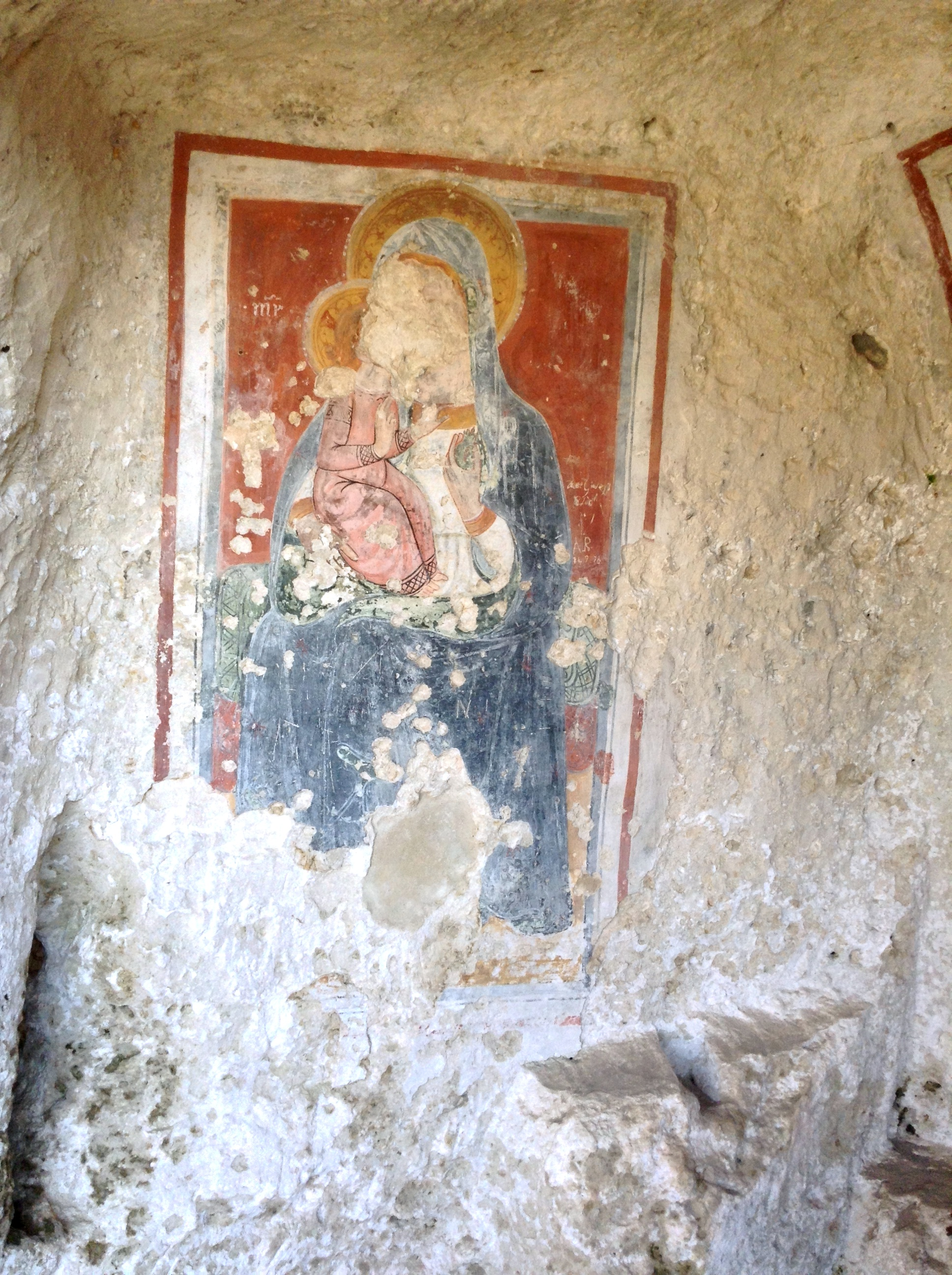
Madonna del Melograno (4)
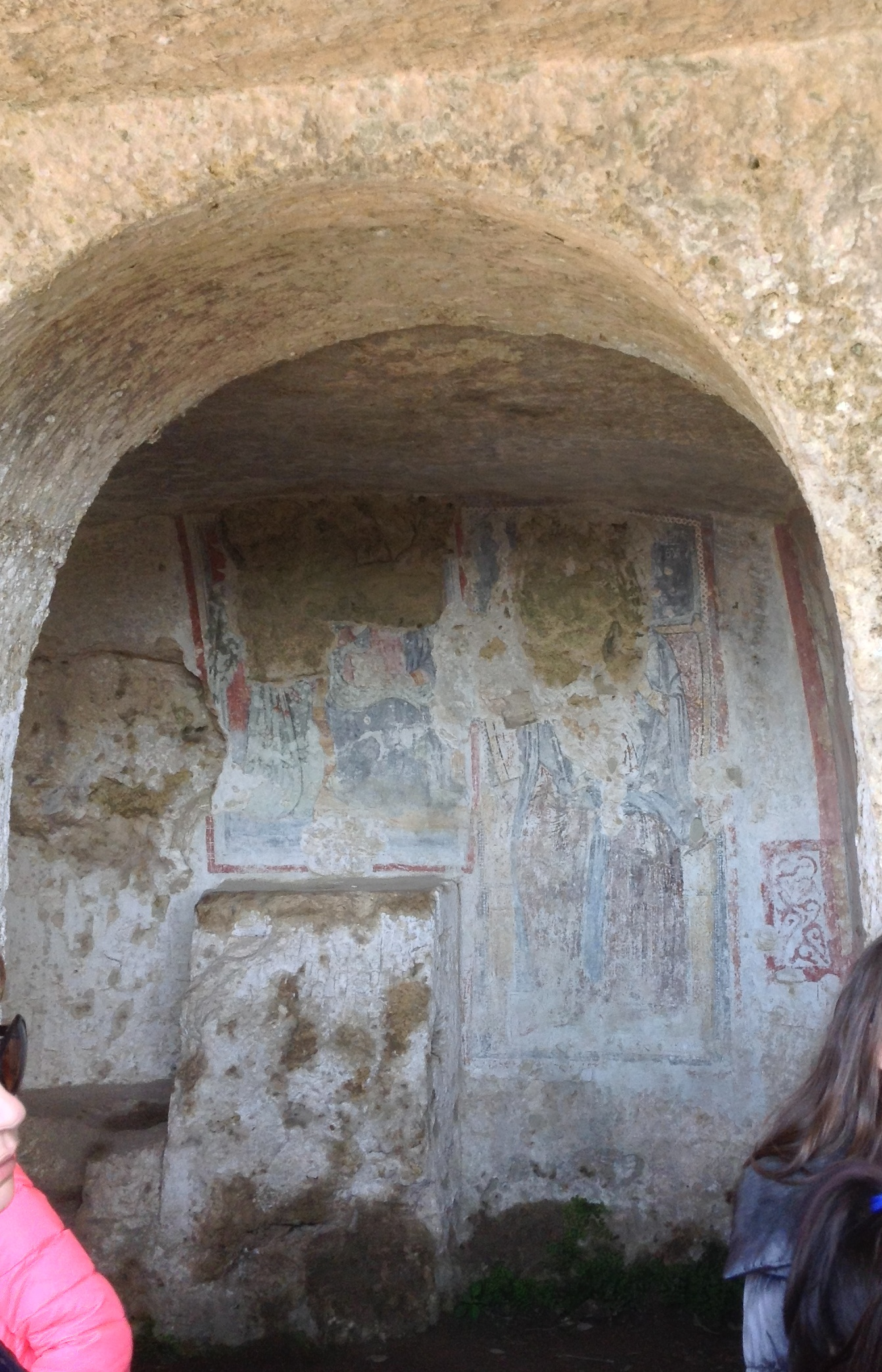
Madonna in trono con Bambino (sinistra) e la scena della Crocifissione (destra)